# 圣克里斯托瓦尔德沃埃多
圣克里斯托瓦尔德沃埃多，是西班牙卡斯蒂利亚-莱昂帕伦西亚省的一个市镇。 总面积11平方公里，总人口41人（2001年），人口密度4人/平方公里。